# 汪堃仁
汪堃仁（1912年4月23日—1993年9月18日），男，籍贯安徽休宁，生于湖北嘉鱼，中国生理学家和细胞生物学家，北京师范大学生物系教授。

## 生平
1934年毕业于北京师范大学生物系。1949年获美国伊利诺伊大学医学院硕士学位。1980年当选为中国科学院院士（学部委员）。